# リバプール・ストリート駅
リバプール・ストリート駅（リバプール・ストリートえき、Liverpool Street station、または London Liverpool Street）は、ロンドン都心部、シティ・オブ・ロンドンの北東部に位置するターミナル駅である。シティの金融街が駅の南側に広がっており、超高層ビルが林立している。
イギリスの鉄道駅として、乗降客数はウォータールー、ヴィクトリアに次いで3番目に多い（ロンドンの鉄道駅#駅の概況参照）。 ネットワークレール (Network Rail) によって運営されている18の鉄道駅のうちの1つである。この駅の運賃区分はトラベルカード (Travelcard) ゾーン1に含まれる。

## 歴史

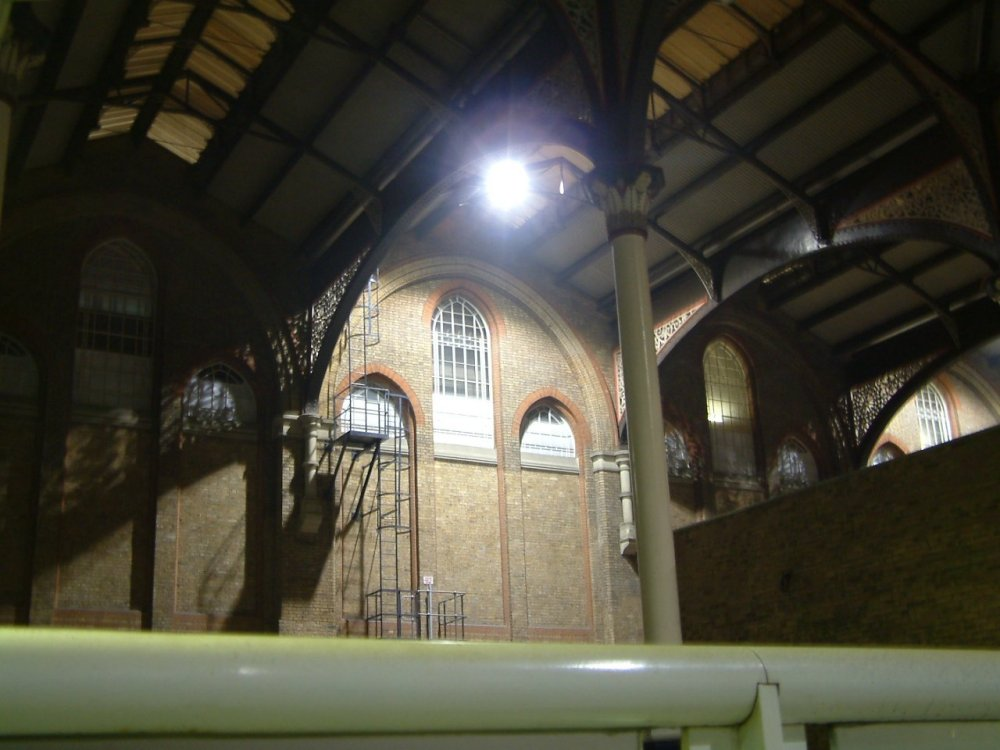
リバプールストリート駅での雰囲気に富む張壁

イギリスのリバプール・ストリート駅は、グレート・イースタン鉄道(GER)によってショーディッチにあったビショップスゲート駅に代わるロンドンの終着駅として1874年に開業した。当時スラム街の中心だったショーディッチはロンドン市民の通勤用途として利便性が悪く、GERはより南下した場所への駅の建設を計画したが、市当局より許可が下りなかった。その後、王立ベスレム病院などが建っていた場所へと計画を変更し、1864年に建設の認可を受けた。これに伴い路線および駅舎建設用地に居住していた住民約10,000人が強制立退きとなり、同用地にあったCity of London TheatreおよびCity of London Gasworksの建物は取り壊された。
駅の設計は同社の主任技士エドワード・ウィルソンによって行われ、ロンドンを拠点とする大手建設会社である、ルーカスブラザーズ主導のもと建設された。
第一次世界大戦中に、ドイツ空軍 Gotha bomber 航空機による攻撃をロンドンの中で最初に受けた場所である。1917年5月の空襲では1,000ポンド爆弾により162人が死亡した。第二次世界大戦の空襲でも被害を受けた。

## 路線

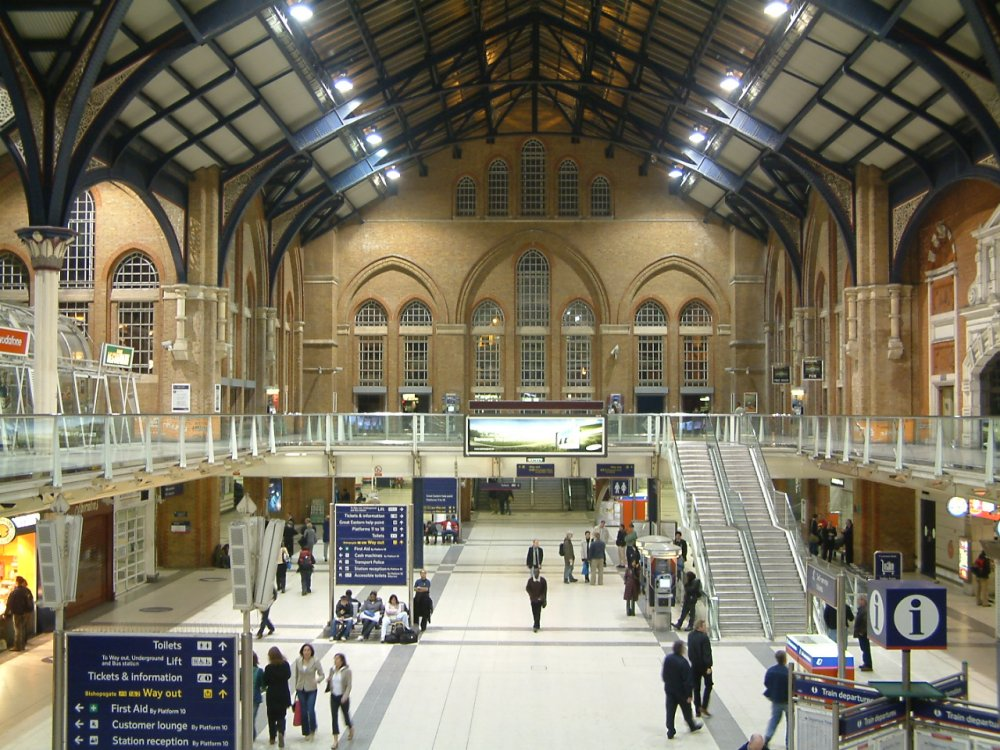
駅のコンコースの一部

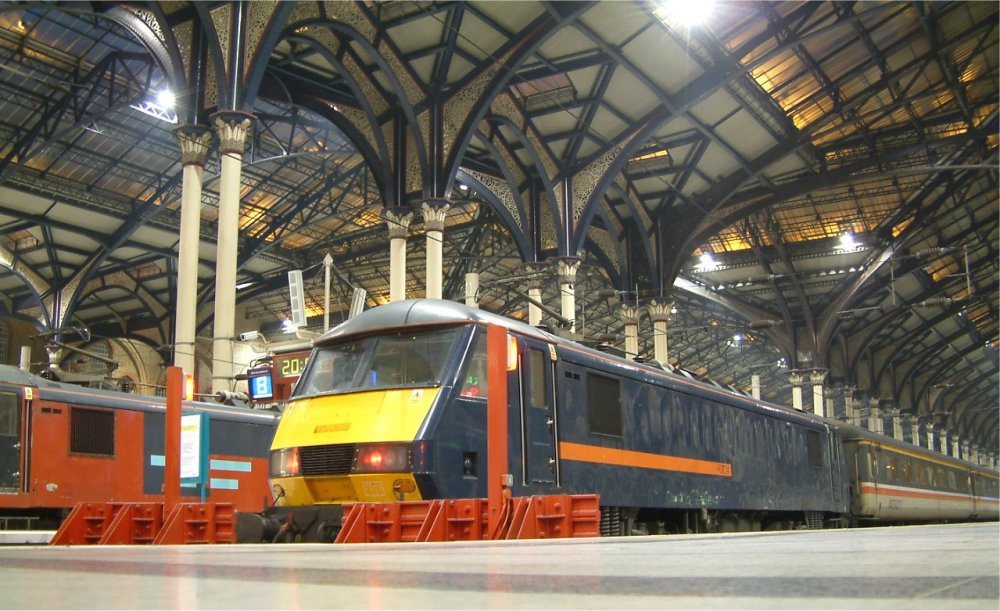
トレイン・シェッド内の急行 GNER 90型機関車の前景

リバプールストリートはロンドン・スタンステッド空港、ケンブリッジ、ローストフト、グレート・ヤーマス、ノリッジ、イプスウィッチ、チェルムズフォード、コルチェスター、ブレイントゥリー (Braintree)、及びハリッジ港を含む東部イギリス、同じように北東の多くの郊外の駅への運行を行っている。ここはロンドンの中でも繁栄しているコミューター駅の1つである。ハリッジ (Harwich) へのデイリー急行列車はハリッジから Hoek van Holland へのフェリーに接続している。リバプールストリートからの列車はリヴァプールへ運行を行っていない。

## Underground station
ロンドン地下鉄駅の接続はサークル線、メトロポリタン線、ハマースミス&シティー線上に sub-surface プラットホーム (1875年に開業) を設けている。3路線共通の西側の駅はムーアゲート駅であり、東側の駅はサークル線及びメトロポリタン線のアルドゲイト駅である。ハマースミス&シティー線の次の駅はアルドゲイト・イースト駅 (Aldgate East) である。

## 隣の駅

### 現在
ナショナル・レール
■ナショナル・エクスプレス・イースト・アングリア
グレート・イースタン本線
リバプール・ストリート駅 - ストラトフォード駅
ロンドン - クラクトン＝オン＝シー/ウォルトン＝オン＝ザ＝ネイズ
リバプール・ストリート駅 - ストラトフォード駅
シェンフィールド・メトロ
リバプール・ストリート駅 - ストラトフォード駅
ロンドン - ブレントリー
リバプール・ストリート駅 - ストラトフォード駅
ロンドン - サウスエンド/サウスミンスター
リバプール・ストリート駅 - ストラトフォード駅
ロンドン - ローストフト
リバプール・ストリート駅 - シェンフィールド駅
ウェスト・アングリア本線
リバプール・ストリート駅 - トッテナム・ヘイル駅
リー・ヴァリー・ラインズ
リバプール・ストリート駅 - ベスナル・グリーン駅
■スタンステッド・エクスプレス
リバプール・ストリート駅 - トッテナム・ヘイル駅
■c2c
リバプール・ストリート - バーキング
リバプール・ストリート駅 - ストラトフォード駅
■Dutchflyer
ロンドン - アムステルダム
リバプール・ストリート駅 - ストラトフォード駅
ロンドン交通局
ロンドン地下鉄
■セントラル線
バンク駅 - リバプール・ストリート駅 - ベスナル・グリーン駅
■サークル線
ムーアゲート駅 - リバプール・ストリート駅 - アルドゲイト駅
■ハマースミス&シティー線
ムーアゲート駅 - リバプール・ストリート駅 - アルドゲイト駅
■メトロポリタン線
ムーアゲート駅 - リバプール・ストリート駅 - アルドゲイト駅

### 将来
クロスレイル
■クロスレイル
クロスレイル1
ファリンドン駅 - リヴァプール・ストリート駅 - ホワイトチャペル駅

## ホームの配置

### ロンドン地下鉄

#### サークル線、ハマースミス&シティー線、メトロポリタン線
| 相対式ホーム 1番線ホーム(外回りのホーム) |
| ⇒ サークル線 ハマースミス方面 ハマースミス&シティー線 ハマースミス方面 メトロポリタン線 アルドゲイト方面 ⇒                                                       |
| ⇐ サークル線 エッジウェア・ロード方面 ハマースミス&シティー線 バーキング方面 メトロポリタン線 アックスブリッジ、アマーシャム、チェシャムまたはワトフォード方面 ⇐ |
| 2番線ホーム(内回りのホーム) 相対式ホーム |

#### セントラル線
| セントラル線 エッピング、ハイノールトまたはハイノールト経由ウッドフォード方面 ⇒ |
| 4番線ホーム(東方面) 島式ホーム5番線ホーム(西方面)                               |
| セントラル線 イーリング・ブロードウェイまたはウェスト・ルイスリップ方面 ⇐       |